# باربرا (رسامة)
باربرا (بالإيطالية: Olga Biglieri Scurto)‏ هي رسامة إيطالية، ولدت في 15 مارس 1915 في مورتارا في إيطاليا، وتوفيت في 2002 في روما في إيطاليا.